# TCP/IP
TCP/IP je uobičajena oznaka grupe protokola koju još nazivamo IP grupa protokola (ili engl. IP protocol suite). Naziv je ova grupa protokola dobila prema dva najvažnija protokola iz te skupine: TCP (od engleskog Transmission Control Protocol) te prema samom IP protokolu. TCP/IP omogućuje komunikaciju preko raznih međusobno povezanih mreža i danas je najrasprostranjeniji protokol na lokalnim mrežama, a također se na njemu zasniva i globalna mreža Internet.

## Slojevit model TCP/IP grupe protokola
Mrežni model korišten u TCP/IP grupi protokola je 4-slojni model koji se sastoji od sljedećih slojeva:
1. Sloj podatkovne veze
2. Mrežni sloj
3. Transportni sloj
4. Aplikacijski sloj

U usporedbi s drugim često upotrebljavanim modelom računalnih mreža (OSI), koji za razliku od ovog modela sadrži 7 slojeva, moguće je napraviti sljedeću usporedbu slojeva (ne potpuno precizno, ali za potrebe razumijevanja dovoljno dobro poopćenje):
| OSI model               | TCP/IP model            |
| ----------------------- | ----------------------- |
| 7. Aplikacijski sloj    | 4. Aplikacijski sloj    |
| 6. Prezentacijski sloj  | 4. Aplikacijski sloj    |
| 5. Sloj sesije          | 4. Aplikacijski sloj    |
| 4. Transportni sloj     | 3. Transportni sloj     |
| 3. Mrežni sloj          | 2. Mrežni sloj          |
| 2. Sloj podatkovne veze | 1. Sloj podatkovne veze |
| 1. Fizički sloj         | 1. Sloj podatkovne veze |

## Vanjske poveznice
- PMF skripta - Dandroic